# Hershey Bears
Hershey Bears – drużyna hokejowa grająca w American Hockey League w dywizji wschodniej, konferencji wschodniej. Drużyna ma swoją siedzibę w Hershey w Stanach Zjednoczonych. Jest najdłużej występującym zespołem w lidze AHL w sposób ciągły.
Drużyna podlega zespołowi Washington Capitals oraz ma własną filię w ECHL, Reading Royals. W przeszłości podległy był South Carolina Stingrays. 
- Rok założenia: 1938
- Barwy: bordowo-czarno-jasnobrązowo-srebrne
- Trener: Bruce Boudreau
- Manager: Doug Yingst
- Hala: GIANT Center

## Osiągnięcia
- Mistrzostwo dywizji: 1939, 1944, 1947, 1952, 1967, 1968, 1969, 1976, 1981, 1986, 1988, 1994, 2007, 2009, 2010
- Mistrzostwo konferencji: 1941, 1942, 1945, 1947, 1949, 1954, 1958, 1959, 1961, 1963, 1965, 1969, 1974, 1976, 1980, 1986, 1988, 1997, 2006, 2007, 2009, 2010
- Mistrzostwo w sezonie regularnym: 1943, 1958, 1981, 1986, 1988, 2007, 2010
- F.G. „Teddy” Oke Trophy: 1939, 1958, 1967, 1968, 1969, 2007, 2009, 2010
- Puchar Caldera: 1947, 1958, 1959, 1969, 1974, 1980, 1988, 1997, 2006, 2009, 2010
- Frank Mathers Trophy: 2007, 2009, 2010, 2015
- Emile Francis Trophy: 2016